# 七雄街道
七雄街道是中华人民共和国江苏省宿迁市沭阳县下辖的一个街道办事处。
2013年7月16日，江苏省人民政府批复同意撤销沭城镇，以原沭城镇官田、官西、南岭、夹滩、道口、徐圩、高树、田桥、七雄、官东、双条河11个居委会区域设立七雄街道办事处，街道办事处驻官田居委会三支渠路1号。

## 行政区划
七雄街道下辖以下村级行政区划单位：
官田社区、夹滩社区、官西社区、官东社区、南岭社区、道口社区、七雄社区、徐圩社区、双条河社区、高树社区和田桥社区。